# R-36
R-36 (NATO: SS-9 Scarp) – radzieckie ciężkie dwustopniowe pociski balistyczne międzykontynentalnego zasięgu, przeznaczone do ataku na amerykańskie pola startowe pocisków ICBM. Konstrukcja pocisków zakładała możliwość pokonywania obrony antybalistycznej, toteż pociski 8K67 wyposażone były w głowice z ładunkiem termojądrowym o wielkiej mocy oraz penetration aids. W odmianie 8K69 pociski wyposażone były w głowicę dostarczaną na niską orbitę Ziemi (LEO), skąd metodą rażenia z orbity szczątkowej mogły razić cele z niechronionego kierunku. W odmianie 8K67P pociski przenosiły po trzy głowice MRV.
Stacjonujące w podziemnych silosach pociski o długości 31,7 metra i całkowitej masie startowej 183,9 tony napędzane były paliwem ciekłym, zaś ich dwa stopnie napędowe umożliwiały im atak na cele oddalone o 10 200 kilometrów, w odmianie zaś z głowicą orbitalną zasięg skutecznego ataku wynosił 40 000 kilometrów.
Pierwsze pociski R-36 pełniły dyżur bojowy od 5 listopada 1966 roku, mimo że oficjalnie zostały wprowadzone do służby 21 lipca 1967 roku. Pociski wszystkich trzech odmian zostały wycofane ze służby w latach 1978–1983 i zastąpione przez nowsze pociski typu R-36M.

## Rozwój
Ciężka (8K67) i orbitalna (8K69) odmiana pocisku R-36 powstały na podstawie dekretu rządowego „O utworzeniu międzykontynentalnych i globalnych pocisków oraz ciężkich rakiet nośnych”, wydanego 16 kwietnia 1962 roku. Konstrukcja pocisków została powierzona biuru OKB-586 w Dniepropietrowsku na Ukrainie. Pierwsze testy w locie nowej konstrukcji 8K67 zostały zaplanowane na trzeci kwartał 1964 roku, zaś testy 8K69 na trzeci kwartał roku następnego. Przy konstrukcji nowych pocisków wykorzystano doświadczenia z konstruowania i produkcji pocisku R-16.

## Konstrukcja
Znany na zachodzie jako SS-9 Scarp R-36, został skonstruowany jako dwustopniowy pocisk na paliwo ciekłe, w którym jeden stopień spoczywa na drugim. Korpus wykonany był ze stopu aluminium AMG-6. Ogólna konstrukcja pierwszego stopnia pocisku była podobna do zastosowanej w pierwszym stopniu R-16. Główne zmiany dotyczyły drugiego stopnia, w którym po raz pierwszy zastosowano wspólną przegrodę między paliwem rakietowym, a utleniaczem, co zredukowało pustą przestrzeń wewnątrz rakiety. Zbiorniki paliwa utrzymywane były pod ciśnieniem dzięki gazom spalinowym wytwarzanym przez specjalne generatory z podstawowych składników paliwa, pobieranego z układu zasilania silników sterujących. Taki system pozwalał na zmniejszenie poboru gazów pod wysokim ciśnieniem z układów silosu startowego.
Konstrukcja pocisku wykorzystywała kilka nowości technologicznych, jak np. automatyczne spawanie w atmosferze argonu, polepszające jakość spoin, zastosowanie starterów prochowych, ułatwiających rozruch silników, wykorzystanie stopu AMG-6 do konstrukcji zbiorników paliwa; nowocześniejsza konstrukcja pozwalała zmniejszyć liczbę personelu zaangażowanego w przygotowania przedstartowe i zlikwidowała konieczność przechowywania zapasów paliwa w pobliżu wyrzutni. Wykorzystanie elementów z lekkich stopów magnezu pozwoliło na zmniejszenie ich masy o 25% (aczkolwiek wymusiło opracowanie specjalnych pokryć termoizolacyjnych, żeby zabezpieczyć je przed wysoką temperaturą podczas przechodzenia przez atmosferę).
System napędowy pierwszego stopnia składał się z trzech dwukomorowych silników RD-251 oraz silnika sterującego RD-68М (8D68) z czterema ruchomymi komorami. System drugiego stopnia tworzyły: jeden silnik RD-252 o konstrukcji zbliżonej do silników pierwszego stopnia oraz czterokomorowy silnik sterujący RD-68М (8D69) na paliwo ciekłe. Wszystkie silniki rakiety pracowały w obiegu otwartym. Silniki zasilane były paliwem w postaci 1,1-dimetylohydrazyny, której utleniaczem był tetratlenek diazotu, zapewniając ciąg pierwszego stopnia na poziomie morza 2364 kN, w próżni zaś 2643 kN. Impuls właściwy silników: 2954 m/s (pierwszy stopień) oraz 3112,5 m/s (drugi stopień). Po separacji sekcji w trakcie lotu głowica pocisku była wyhamowywana silnikami na paliwo stałe. W pocisku o łącznej masie startowej 183,9 tony całkowita masa paliwa wynosiła 166,2 tony. Układ silników rakietowych zapewniał pociskom masę rzucaną od 3950 do 5825 kilogramów. Główne silniki rakiety produkowały zakłady OKB-456 pod kierownictwem W. Głuszki.
Początkowo pocisk miał być wyposażony w układ naprowadzania bezwładnościowego z korekcją radiową. W trakcie testów w locie stwierdzono jednak, że całkowicie autonomiczny system zapewnia wystarczający poziom celności, z maksymalnym błędem 5000 metrów, oraz CEP 1900 metrów, w związku z czym zrezygnowano z komendowego resetowania układu bezwładnościowego. System naprowadzania dostarczały zakłady OKB-692.

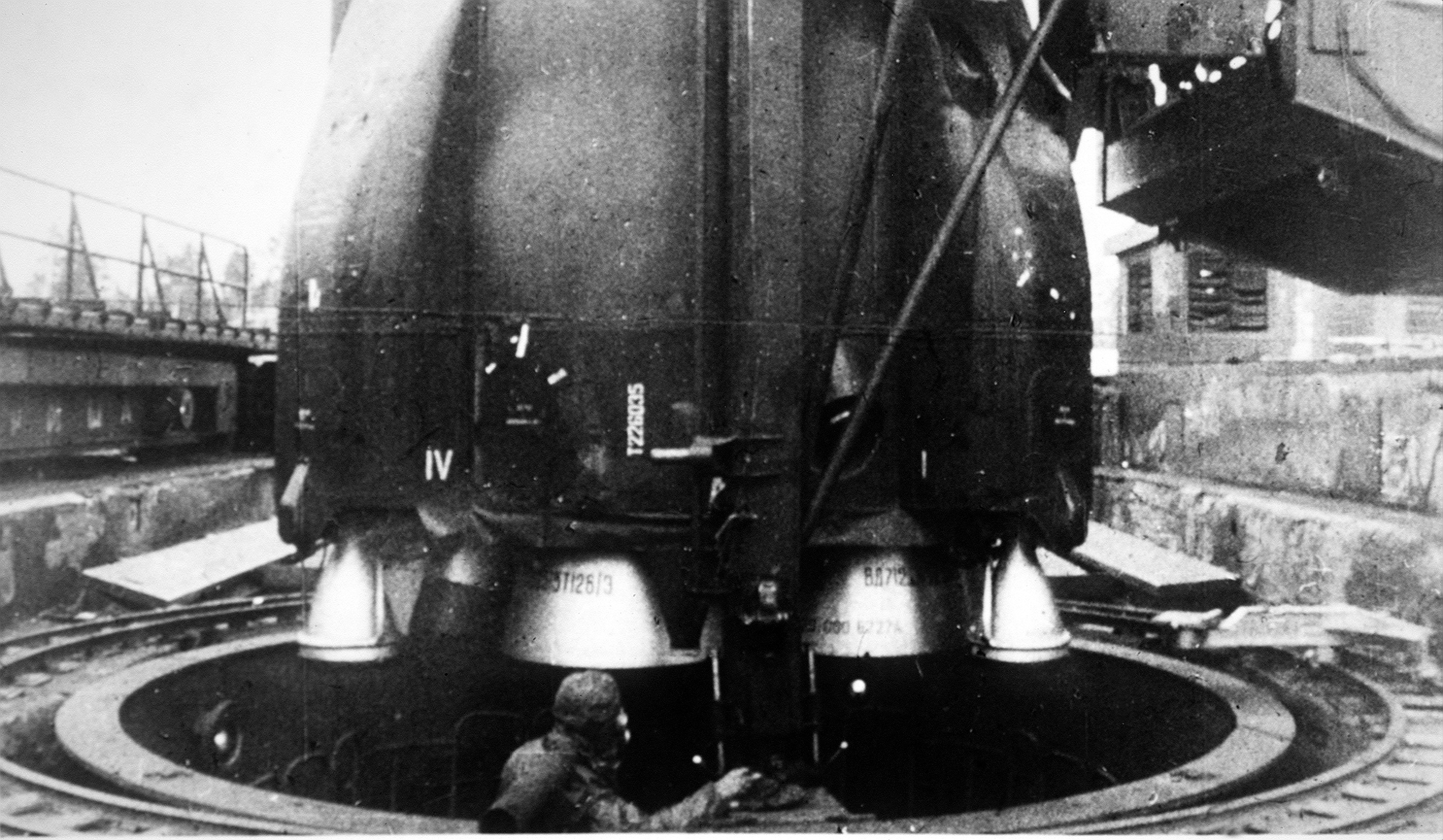
Załadunek pocisku R-36 do podziemnego silosu – widoczne dwa pierścienie silosu

R-36 o długości 31,7 metra i średnicy 3 metrów zostały umieszczone w podziemnych silosach o głębokości 41,5 metra. Zewnętrzny pierścień silosu miał średnicę 8,3 metra, średnica zaś wewnętrznego pierścienia wynosiła 4,64 metra. W przeciwieństwie do silosów Szeksna-N pocisków R-16U, wewnętrzny pierścień nie mógł być obracany, toteż układ naprowadzania obracał pocisk na wyznaczony azymut po opuszczeniu przez rakietę silosu. Tankowanie pocisków odbywało się po ich umieszczeniu w silosach, zaś wewnętrzne hermetyczne komory w zbiornikach paliwa utrzymywały stabilne właściwości jego składników. W takim stanie pocisk mógł być utrzymywany w gotowości do odpalenia przez pięć lat, następnie jednak przedłużono ten okres do 7,5 roku.
Dla pocisku 8K67 opracowano dwa typy głowic, z których cięższa dysponowała mocą 10 megaton. Ta głowica, znana pod oznaczeniem 8F675, była najpotężniejszą głowicą wprowadzoną dotąd do służby przez Związek Radziecki. Kombinacja mocy głowicy z dużą – jak na owe czasy – celnością, stworzyła system zdolny do zagrożenia silosom amerykańskich pocisków ICBM. Głowica lekka zapewniała eksplozję o mocy 5 megaton. Według źródeł zachodnich głowice obu pocisków zapewniały eksplozję z mocą – odpowiednio – 18–25 Mt i 12–18 Mt. Biełous i in. podają, że głowica pojedyncza mogła przenosić ładunek termojądrowy o mocy 18 lub 25 Mt, a głowice typu MRV – 5 lub 10 Mt.
Wersja orbitalna pocisku (8K69), służąca do rażenia z orbity szczątkowej, wyposażona została w orbitującą głowicę, która miała własny układ naprowadzania oraz w silnik zapewniający stabilizację na orbicie i podczas wchodzenia w atmosferę. Testy w locie pocisku R-36 były przeprowadzane na poligonie rakietowym Bajkonur. Pierwsze testy pocisku 8K67 rozpoczęły się 28 września 1963 roku i trwały do maja 1966 roku. Wersja orbitalna była testowana od grudnia 1965 do maja 1966 roku.
Duża masa rzucana pocisku (do 5,8 tony) umożliwił w późniejszym okresie jego wyposażenie w 3 głowice MRV, niebędące jeszcze głowicami niezależnie kierowanymi (MIRV). Realizacja tego projektu została rozpoczęta w listopadzie 1967 roku w OKB-586, którego nazwa została do tego czasu zmieniona na Biuro Konstrukcyjne Jużnoje. Testy w locie pocisku z trzema głowicami MRV oznaczonego jako 8K67P rozpoczęły się w sierpniu 1968 roku.
Z pocisku R-36 powstały dwie użytkowe rakiety kosmiczne: Cyklon-2 i Cyklon-3.

## Służba operacyjna

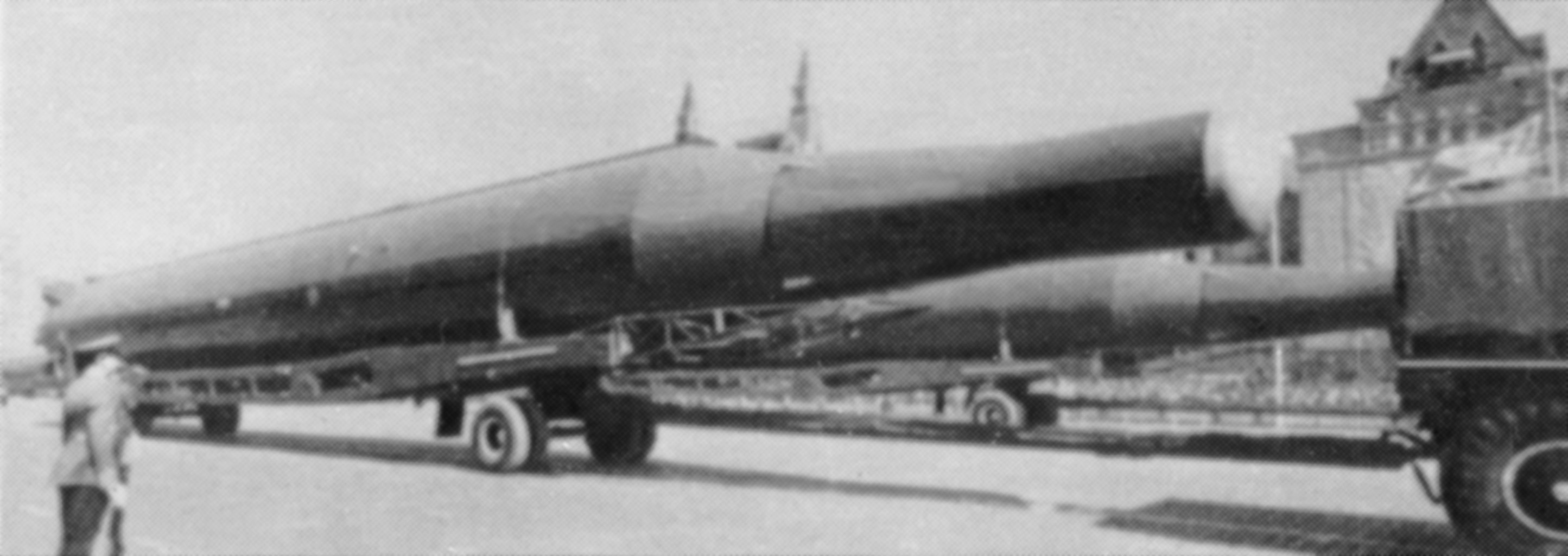
R-36 w wersji z głowicą lekką 5 Mt podczas parady w latach 60 XX w.

Pierwszy pułk rakietowy wyposażony w pociski R-36 (8K67) został postawiony w stan gotowości bojowej 5 listopada 1966 roku, jednak oficjalnie przyjęto ten pocisk do służby 21 lipca 1967 roku. Do 1972 roku włącznie przygotowano 288 silosów dla rakiet tego typu. W latach 1965–1973 w wyrzutniach zostało umieszczonych 268 pocisków R-36. Jednak od roku 1975 rozpoczął się proces zastępowania tych rakiet pociskami R-36M. Wszystkie pociski 8K67 zostały wycofane w 1978 roku.
Pocisk orbitalny 8K69 został przyjęty oficjalnie 19 listopada 1968 roku, zaś dyżur bojowy rozpoczął 25 sierpnia 1969 roku. W 1972 roku 18 silosów z tymi pociskami było rozmieszczonych na poligonie Bajkonur, który był jedynym ośrodkiem ich bazowania. Pociski orbitalne 8K69 zostały wycofane ze służby w 1983 roku, w związku z postanowieniami traktatu SALT II, który zakazał tego rodzaju broni.
W Stanach Zjednoczonych pociski SS-9 postrzegane były jako przeznaczone przede wszystkim do ataku na amerykańskie centra kontroli silosów pocisków Minuteman. 1000 silosów tych pocisków kontrolowanych było przez około 100 centrów kontroli, toteż wyeliminowanie tych ostatnich oznaczać mogło wyłączenie pocisków z użytku. Sytuację tę zmieniła likwidacja połączeń między silosami oraz wprowadzenie zapasowych – powietrznych – centrów kontroli, toteż w celu unieszkodliwienia systemu Minuteman konieczne było użycie jednej głowicy na jeden silos. Spowodowało to konieczność wprowadzenia do użytku głowic niezależnie kierowanych, a w konsekwencji opracowania przez Związek Radziecki nowych rakiet zdolnych do przenoszenia głowic MIRV. Zadanie to miały pełnić nowe pociski R-36M.